# Rhoecoceros pelomorpha
Rhoecoceros pelomorpha är en fjärilsart som beskrevs av Turner 1940. Rhoecoceros pelomorpha ingår i släktet Rhoecoceros och familjen praktmalar, Oecophoridae. Inga underarter finns listade i Catalogue of Life.